# 3544 Borodino
3544 Borodino este un asteroid din centura principală, descoperit pe 7 septembrie 1977 de Nikolai Cernîh.